# Plants For A Future
Plants for a Future (PFAF) es una web de recursos sin fines de lucro para los interesados en las plantas comestibles y útiles de las regiones templadas. El proyecto cuenta actualmente con dos terrenos en el suroeste de Inglaterra, donde muchas de las plantas se cultivan de forma experimental, y mantiene un pequeño catálogo de venta por correo.
El sitio web contiene una base de datos en línea de más de 7000 plantas que pueden cultivarse en el Reino Unido. Los datos son recopilados por Ken Fern, el sitio web fue creado y mantenido por Rich Morris. La base de datos puede ser utilizada en línea de forma gratuita, o descargada por una pequeña suma.
Fern también ha publicado un libro (Plants for a Future: Edible and Useful Plants for a Healthier World) que detalla muchas de las plantas que aparecen en la base de datos.

## Publicaciones
- Fern, Ken. Plants for a Future: Edible and Useful Plants for a Healthier World. Hampshire: Permanent Publications, 1997. ISBN 1-85623-011-2. (en inglés)
- Edible Plants: An inspirational guide to choosing and growing unusual edible plants. 2012 ISBN 9781481170017 (en inglés)
- Woodland Gardening: Designing a low-maintenance, sustainable edible woodland garden. 2013. ISBN 9781484069165 (en inglés)
- Edible Trees: A practical and inspirational guide from Plants For A Future on how to grow and harvest trees with edible and other useful produce. 2013. ISBN 9781493736102 (en inglés)
- Plantes Comestibles: Le guide pour vous inspirer à choisir et cultiver des plantes comestibles hors du commun. 2014. ISBN 9781495914690 (en francés)
- Edible Perennials: 50 Top perennial plants from Plants For A Future. 2015. (en inglés)